# Sitalces coxalis
Sitalces coxalis är en insektsart som beskrevs av Carl Stål 1878. Sitalces coxalis ingår i släktet Sitalces och familjen gräshoppor. Inga underarter finns listade i Catalogue of Life.